# Dalca

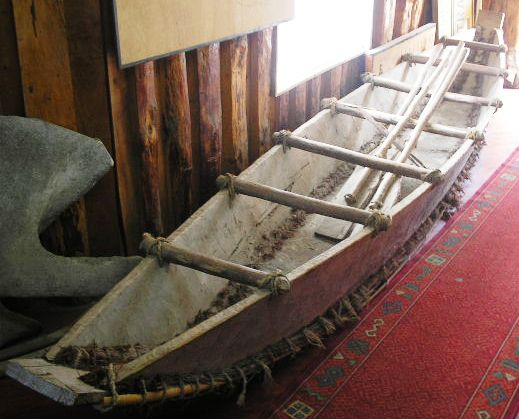
Reconstrucción de una dalca en el museo de Dalcahue.

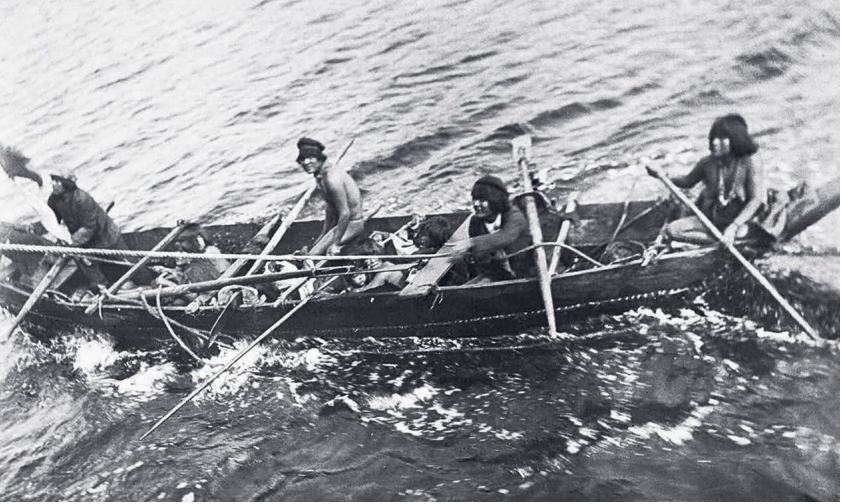
Grupo kaweshkar navegando en una dalca en 1895.

La dalca era un barco cosido, liviano, que empleaban los indígenas chonos, un pueblo nómada del sur de Chile. Posteriormente, la adoptaron los huilliches y los conquistadores españoles, añadiéndole algunas modificaciones menores.
Originalmente era armada de 3 tablones de madera arqueados, ajustados, cosidos y calafateados con materiales vegetales de la región. A ellos se le agregaban cuadernas y un tablón de refuerzo en la proa y en la popa que eran afianzados con tarugos de madera. Posteriormente se construyeron con 5 tablones y se les añadió velas y remos.
Su nombre proviene del mapuche y designa a una embarcación para el balseo.: 129 

## Origen, uso y expansión geográfica
La dalca fue utilizada por los indígenas de la costa de Carelmapu, del seno de Reloncaví, el archipiélago de Chiloé, donde estaría su origen,: 3  y por los chonos de los archipiélagos entre el golfo Corcovado la península de Taitao, antes de la época colonial que comenzó con la llegada de los españoles a Chile.: 64  También fue utilizada por los llamados "pehuenches" del sector del lago Nahuel Huapi.: 129 
Durante el siglo XVI, la dalca no se halló al sur de la península de Táitao, pero a partir del XVII, comenzó a extenderse hacia el sur. A mediados del siglo XVIII era usada en la entrada occidental del estrecho de Magallanes y un siglo después se conoció también entre los yaganes, hasta la isla Navarino. En todas estas regiones casi desterró el empleo de la canoa de corteza que antes se usaba, siendo reemplazado a su turno por la canoa labrada de un solo tronco.: 67  Se supone que fue utilizada hasta 1915.: 75 
Su invención se atribuye a los chonos, quienes habrían enseñado a construirla a sus vecinos huilliches que a su vez se la traspasaron a los españoles. Los cronistas españoles decían que era la mejor nave para navegar por esos mares y muy superior a las que construían los conquistadores.[cita requerida]
La dalca, construida por gente y con materiales del lugar tuvo amplio uso. Los chono y veliche la usaban como medio de desplazamiento a través de los canales, para bucear desde la costa, generalmente mujeres hacían esa labor, zambulléndose desde la embarcación. Con ella o desde ella pescaban y mariscaban con una pértiga que los españoles llamaron fisga. También fue usada por indígenas y conquistadores en la invasión y en la guerra. Se puede citar el cruce del canal de Chacao con tropa y pertrechos hecho por Martín Ruiz de Gamboa y la que podría denominarse la primera batalla naval de América, entre españoles y veliches en 1578, donde se enfrentaron 50 dalcas por bando.: 130–31 
Para la exploración de la zona era imprescindible, pues su fondo plano permitía acercarse a las costas. La posibilidad de ser desmontada permitió cruzar el istmo de Ofqui, una travesía por tierra que también ha sido conocida entre el lago Todos los Santos y el lago Llanquihue y en la zona del canal Beagle, al sur del cabo Pilar. Por ello fue utilizada por los españoles en sus explotaciones madereras y en su afán de evangelización.: 131 

## Herramientas y materiales de construcción
Los informes sobre las herramientas utilizadas varían según el relato. Algunos nombran solo conchas, otros observaron también piedras y en alguna parte se menciona una cuña de material óseo.: 4 
Las dalcas se fabricaban de tablones de madera, aunque existen diferentes afirmaciones en cuanto al tipo de madera usada para la construcción. Ricardo E. Latcham sostuvo en 1930 que eran construidas de alerce (Fitzroya cupressoides), o en su defecto ciprés (Pilgerodendron uviferum) o más al sur, de haya (Nothofagus betuloides).: 65  Pero la madera de la dalca del Museo Etnográfico de Achao es de coigüe (Nothofagus dombeyi) o coigüe de Chiloé (Nothofagus nitida), en tanto que los restos encontrados en el lago Chapo son de madera de ulmo (Eucryphia cordifolia) y los que se encuentra en el Museo de la Cultura Mundial en Gotemburgo también serían de una especie del género Nothofagus.: 318–19 : 4 
Sobre las costuras que unían los tablones, después de haber sido ajustados uno al otro, Latcham las describe como:
 Las soguillas que servían para efectuar la costura se fabricaban de las fibras exteriores de las quilas (4). Para preparar estas fibras, cortaban las quilas de nudo a nudo, sacando la dura corteza, la que, después de macerarla, la golpeaban sobre piedras hasta reducirla a una especie de estopa, la que después hilaban y retorcían hasta darle el grueso requerido. Las soguillas formadas dé esta manera son en extremo firmes y durables. Cuando no hallaban quilas, empleaban los voquis o enredaderas que daban cabos naturales sin mayor preparación, o bien la ñocha (especie de Bromelia) o la corteza del pillopillo (Dapíme andina) y otras fibras vegetales. Con estas soguillas cosían las tablas y a la vez sujetaban las tiras de cáscara de alerce que cubrían las junturas. Para pasar las soguillas por los agujeros de las tablas se valían de agujas de quila
También se utilizaban tarugos de madera para afianzar las cuadernas y las esquinas que robustecían la proa y la poa.

## Construcción
Sus dimensiones eran de entre 4 y 20 metros de eslora, podían llevar hasta 25 personas y eran impulsadas por paletas que posteriormente se transformaron en remos afirmados a la borda.: 66 
Consistía en tres tablones de madera que se cortaban de un largo apropiado a la capacidad que requeriría la embarcación. Era impulsada por remos y cuando había viento favorable se ayudaban levantando un palo con una vela hecha generalmente con cuero de lobo marino. Los tablones eran curvados con agua y con fuego para darle la forma que requerían el tablón de la quilla y los dos laterales. A las tablas se le hacían perforaciones cada cierta distancia empleando estacas calientes. Luego estas se cosían utilizando una fibra filamentosa que se obtenía al golpear la quila, una especie de bambú muy abundante en toda la región. Esta fibra era muy firme y resistente al agua. Finalmente los hoyos y las uniones se calafateaban con una mezcla de raíces, hojas de tiaca y estopa de alerce.
Corte de la madera

Partes de una dalca según Lothrop:
a Quilla
b Costados
c Costados adicionales para aumentar el francobordo
d Falcas
e Contrarroda
f Codaste
g Buzarda de proa
h Buzarda de popa
Lothrop no menciona las cuadernas. Según Latcham, Las dalcas primitivas carecían de toletes, de timón, de falsa quilla (contraroda) y de velas, aunque todos estos aparejos fueron agregados posteriormente, por influencias españolas.

Según Latcham el corte se hacía con hachas de piedra y azuelas de concha, hasta dejar los tablones del espesor requerido,: 66  de unos 6-10 cm.: 134 
No se puede dejar de mencionar el uso de agua y fuego para obtener la curvatura de la madera.
Quilla
El tablón que formaba la quilla era de mucho mayor espesor en el tercio central y se adelgazaba hacia las puntas, las que eran arqueadas como los cuernos de una luna nueva. En ancho de los extremos eran también menor que en el centro.: 65 
Lados
Los costados de la dalca eran originalmente solo dos tablones, uno a estribor y otro a babor. Posteriormente aparecen dalcas con 2 o 3 tablones a cada lado, con lo que se aumenta el francobordo impidiendo que el agua entre tan fácilmente a la nave. Estas, llamadas falcas por Latcham, aparecen en el período colonial según el mismo autor.: 66 
Cuadernas
Sobre las cuadernas, que Latcham llama acertadamente costillas, el mismo autor escribió:
Terminada la costura, se colocaban al interior de la embarcación, un número de costillas curvas, que mantenían abiertos los tablones y les daban firmeza. Las costillas eran generalmente de luma ú otra madera firme y se fijaban a la quilla o plan del bote y a los costados por medio de tarugos de madera, aunque en tiempos más modernos se han usado grandes clavos de hierro.
Buzardas
La ligazón de los dos tablones de costado y la quilla eran asegurados por una buzarda que los afianzaba mutuamente, tanto en la proa como en la popa:: 78 
En ambos extremos de la embarcación se han colocado fuertes armazones de luma que se abren en dos brazos y que sirven para afianzar y dar firmeza a toda la construcción. A la vez forman la parte superior de la proa y la popa. Las puntas de los tablones terceros como también las puntas de la quilla están firmemente clavadas a estas piezas
Sacho
La nave utilizaba también un ancla hecha de cuatro maderos de luma con forma de "L" con las puntas dispuestas hacia el centro para sostener una piedra atada a los maderos.: 138 
Remos

## Desarrollo por influencia hispánica
Con el intercambio cultural iniciado con la llegada de los españoles, la dalca original fue adoptando algunas de los elementos traídos por la colonia, entre ellos fue ensanchada, sus bordes elevados con dos tablones laterales reforzados con falcas y sus líneas más curvas volviéndola más segura y con más capacidad de carga. Asimismo se le agregaron toletes y chumaceras. Posteriormente se le incorporaron la vela, el timón, la roda, el codaste y los clavos o tarugos de hierro (Cárdenas et al., 1991), con lo cual adoptó definitivamente rasgos europeos.: 5 

Imágenes de dalca
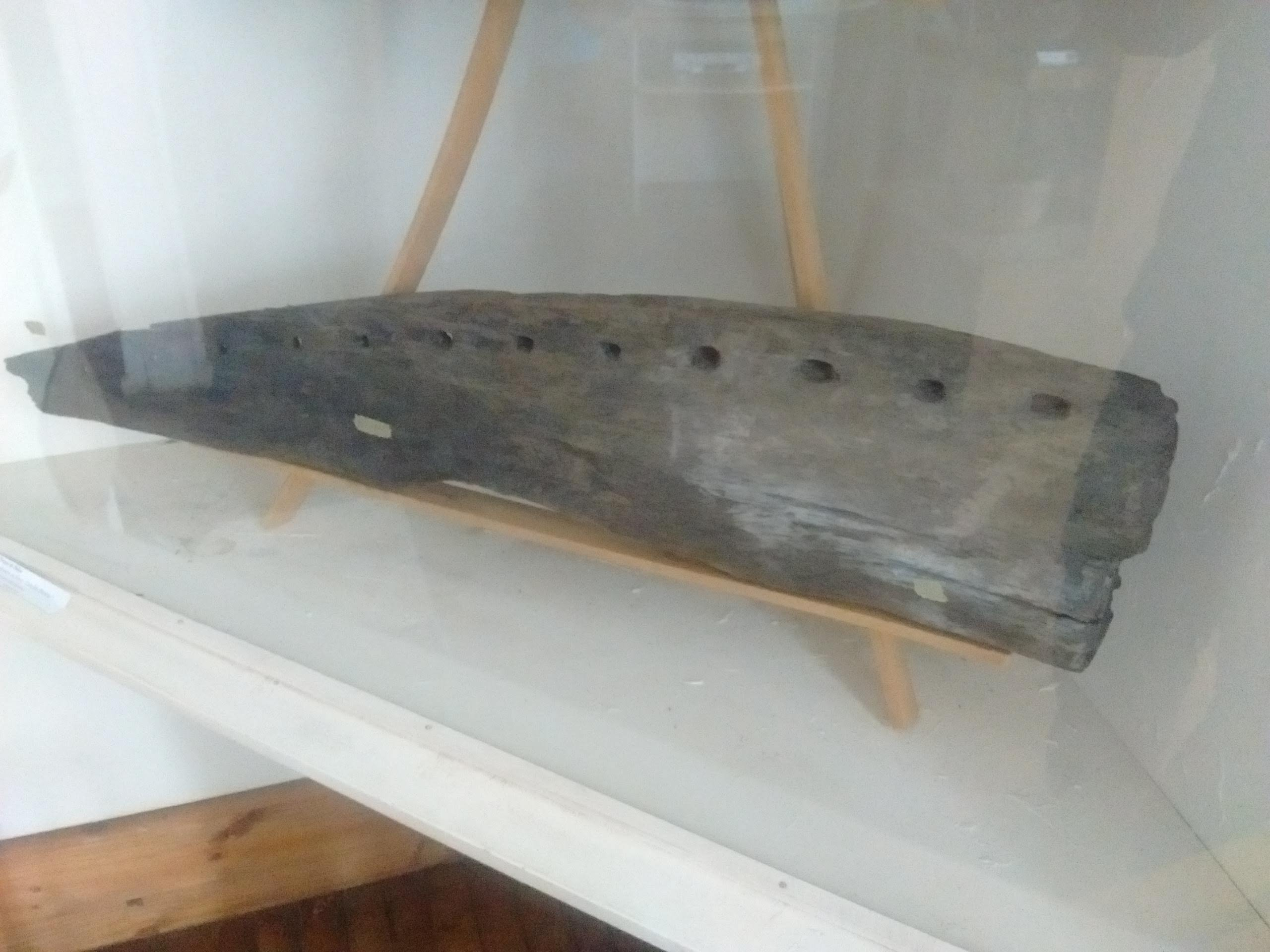
Uno de los dos fragmentos conservados en el museo de Achao.
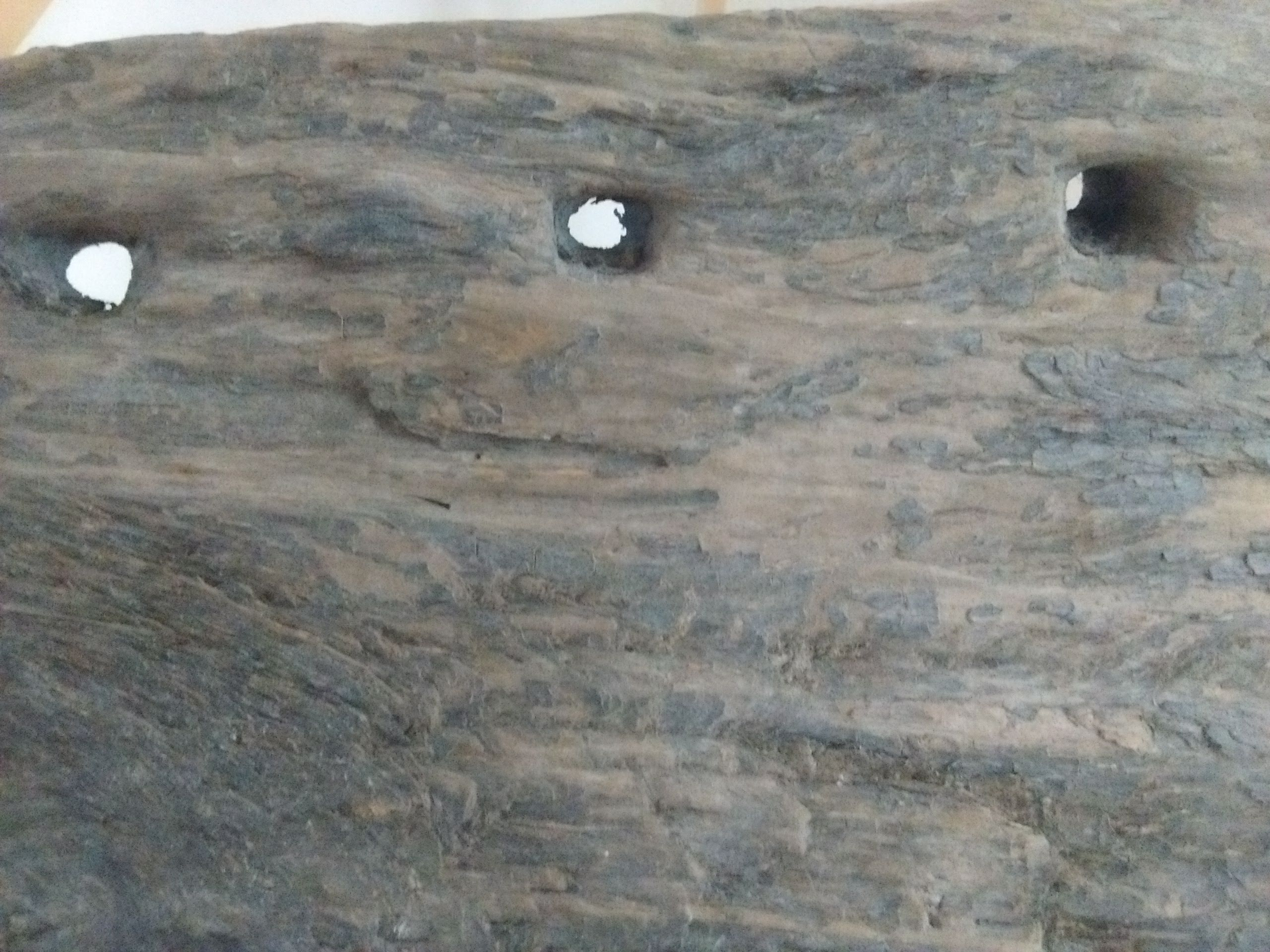
Detalle de los agujeros en el borde de un fragmento de tablón conservado en el museo de Achao.
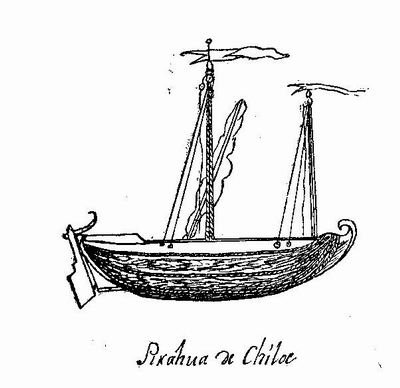
Piragua de Chiloé, de acuerdo a fray Francisco Menéndez, ya con implementos europeos.

## Restos arqueológicos
Existen pocos ejemplares de dalcas originales, algunos parcialmente conservados y otros estarían extraviados.: 311 
1. Un fragmento de las dalcas descubiertas en 1856 en el lago Nahuelhuapi por Francisco Fonck (1900, p. 186-287) es reproducido por Fintersbuch (1934, p. 26), y de acuerdo a Medina (1984, p. 131) podría encontrarse en los depósitos del Museo de Historia Natural. No ha podido ser localizado.
2. Un modelo de dalca proveniente de Chiloé habría sido incorporado al Museo Nacional de Historia Natural de Chile previo a 1880 (Latcham, 1930, p. 9-10). No ha podido ser localizado.
3. Restos de otra dalca habrían sido recuperados en Chiloé en 1935 y observados por Junius Bird (1938, p. 254).
4. Un fragmento de dalca que se encuentra en el Museo de Historia Natural de Santiago.
5. Ejemplares de dalcas etnográficas recolectadas en Patagonia austral por Carl Skottsberg hacia 1910, en el Världskultur museet de Gotemburgo y el Etnografiska Museet de Estocolmo, Suecia.
6. Los restos de dalca fabricada entre los años 1440 a 1510 d. C. y recuperados del lago Chapo en 1999, los que actualmente forman parte de la colección del Museo Juan Pablo II de Puerto Montt. Considerando la escasez de evidencias directas de este tipo de transportes marítimos y su potencial valor científico patrimonial, en 2005 un equipo de arqueólogos desarrolló una evaluación y diagnóstico técnico de estas piezas con miras a su futura exhibición y puesta en valor.
7. Dos fragmentos hallados en la isla de Quinchao en la década de 1960 que se exhiben en el Museo Etnográfico de Achao.